# Aphaenogaster fallax
Aphaenogaster fallax är en myrart som beskrevs av Henri Cagniant 1992. Aphaenogaster fallax ingår i släktet Aphaenogaster och familjen myror. Inga underarter finns listade i Catalogue of Life.